# Schloss Cortewalle

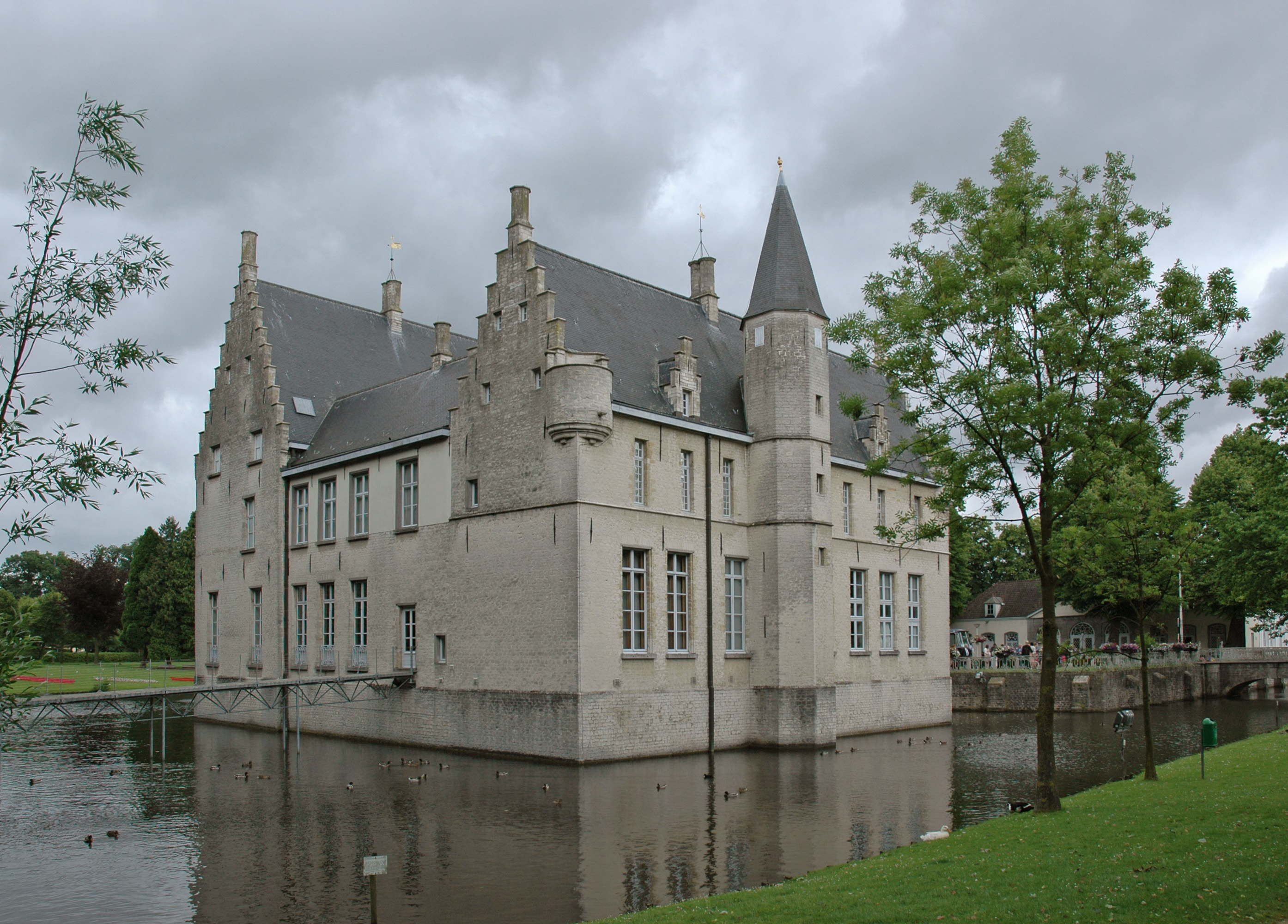
Herrenhaus von Schloss Cortewalle, Ansicht von Süden

Das Schloss Cortewalle (niederländisch Kasteel Cortewalle) ist eine Schlossanlage im Zentrum von Beveren in der flämischen Gemeinde Beveren-Kruibeke-Zwijndrecht in Belgien. Im 15. Jahrhundert von der Familie Triest erbaut, kam der Besitz über die Familie Goubau im 18. Jahrhundert an die Grafen von Brouchoven de Bergeyck, die das Wasserschloss bis 1960 bewohnten. 1966 verkauften sie es an die Gemeinde Beveren, die das Haupthaus heute als Veranstaltungsort nutzt. Außerdem beherbergt das Schloss ein Heimatmuseum sowie das Archiv der Familie de Brouchoven de Bergeyck. Das ehemalige Remisengebäude samt Orangerie dient heute als Restaurant.
Das Herrenhaus der Anlage steht seit dem 8. September 1971 unter Denkmalschutz.

## Geschichte
Das Schloss wurde Anfang des 15. Jahrhunderts im Stil der flämischen Renaissance von der Familie Triest errichtet und ist vermutlich der Geburtsort des Genter Bischofs Antonius Triest. Anfänglich wurde sie Hof ter Walle genannt, was sich allmählich zu Cortewalle änderte. Im 17. Jahrhundert kam das Schloss an die Familie Goubau und von dieser 1787 durch Heirat an die Grafen von Brouchhoven de Bergeyck. Charles de Brouchoven de Bergeyck begann 1856 mit einer durchgreifenden Veränderung und Erweiterung der Anlage. Dabei wurden unter anderem die renaissancezeitlichen Kreuzstockfenster entfernt und das Schlossportal im neugotischen Stil erneuert. Auch die Innenausstattung erfuhr eine umfassende Änderung. Die Remise aus dem 18. Jahrhundert wurde ebenfalls verändert und erhielt einen neoklassizistischen Anbau in Form einer Orangerie. Gleichzeitig entstanden im Schlosspark ein Eiskeller und Unterkünfte für den Gärtner sowie den Stallknecht. Charles’ einzige Tochter Alix aus der Ehe mit Emilie Moretus heiratete 1869 ihren Cousin Florimond de Brouchoven de Bergeyck und brachte ihm den Besitz zu. Der gemeinsame Sohn Charles nahm zwischen 1908 und 1910 noch einmal Umbauten an den Gebäuden vor und gab ihnen damit die heutige Gestalt. So ließ er drei Flügel des Hauptgebäudes im Erdgeschoss an der Hofseite vergrößern, sodass der Innenhof des Schlosses massiv verkleinert wurde. Auch die Innenräume wurden umfassend renoviert und modernisiert.
Nach dem Tod von Charles Witwe Josephine Cornet d’Elzius de Peissant im Jahr 1960, wurde das Schloss nicht mehr genutzt. Die Erben ließen 1961 alle Möbel des Hauses öffentlich versteigern. 1966 verkauften sie die Anlage samt Schlosspark und Nebengebäuden an die Gemeinde Beveren. Diese ließ das Schloss Ende der 1980er Jahre und 2007–2008 restaurieren und nutzt es seitdem für Ausstellungen, Konzerte und andere kulturelle Veranstaltungen. Einige der restaurierten Räumen sowie die Schlosskapelle können von Mai bis September sonntags im Rahmen von kostenlosen Führungen besichtigt werden. Im Dachgeschoss ist ein von dem Verein Hertogelijke Heemkundige Kring Het Land van Beveren betriebenes Heimatmuseum untergebracht, dessen wertvollstes Ausstellungsstück eine 9,5 × 6 Meter große Tapisserie aus Aubusson ist. Das kleine Museum ist jedoch nur an Sonntagen im September geöffnet. Außerdem beherbergt das Schloss seit dem Jahr 2000 das zuvor weit verstreute Familienarchiv der Brouchoven de Bergeyck. Es wird heute von Gemeindeangestellten betreut und inventarisiert.

## Beschreibung
Die kleine Schlossanlage besteht aus einem vierflügeligen, wasserumwehrten Herrenhaus und einer nordöstlich davon liegenden ehemaligen Remise samt Orangerie. Die Gebäude liegen inmitten eines rund 10 Hektar großen, öffentlich zugänglichen Schlossparks. Dieser ist über eine gusseiserne Hängebrücke von etwa 1905 von der Remisen-Insel erreichbar. Der Park ist als Landschaftsgarten gestaltet und mehrheitlich mit Linden, Sommereichen und Buchen bepflanzt. Es finden sich dort aber auch einige exotische Solitärbäume, so zum Beispiel ein Japanischer Kuchenbaum, ein Gewöhnlicher Judasbaum und ein Amerikanischer Amberbaum. Der Zugang zum Park erfolgt über eine 350 Meter lange Buchenallee, die aus südwestlicher Richtung auf das Schlossareal zuläuft. Sie endet an einem schmiedeeisernen Gittertor, dessen Torpfeiler aus Blaustein mit Löwenköpfen verziert und von Vasen bekrönt sind.
Nordöstlich des Herrenhauses liegt eine Insel, auf der nicht nur die ehemalige Remise mit anschließender Orangerie steht, sondern auch ein großes Rundbeet liegt. Das eingeschossige Remisengebäude wurde aus Backstein auf einem Sockel aus Blaustein errichtet. Es besitzt ein schiefergedecktes Walmdach und Ecklisenen aus Blaustein. Die einstigen Rundbogentore sind heute zu Fenstern umgestaltet, verdeutlichen aber immer noch gut die ursprüngliche Bestimmung des Gebäudes. Der dreiachsige Mittelrisalit ist von einem Dreiecksgiebel mit einem runden Oberlicht abgeschlossen.

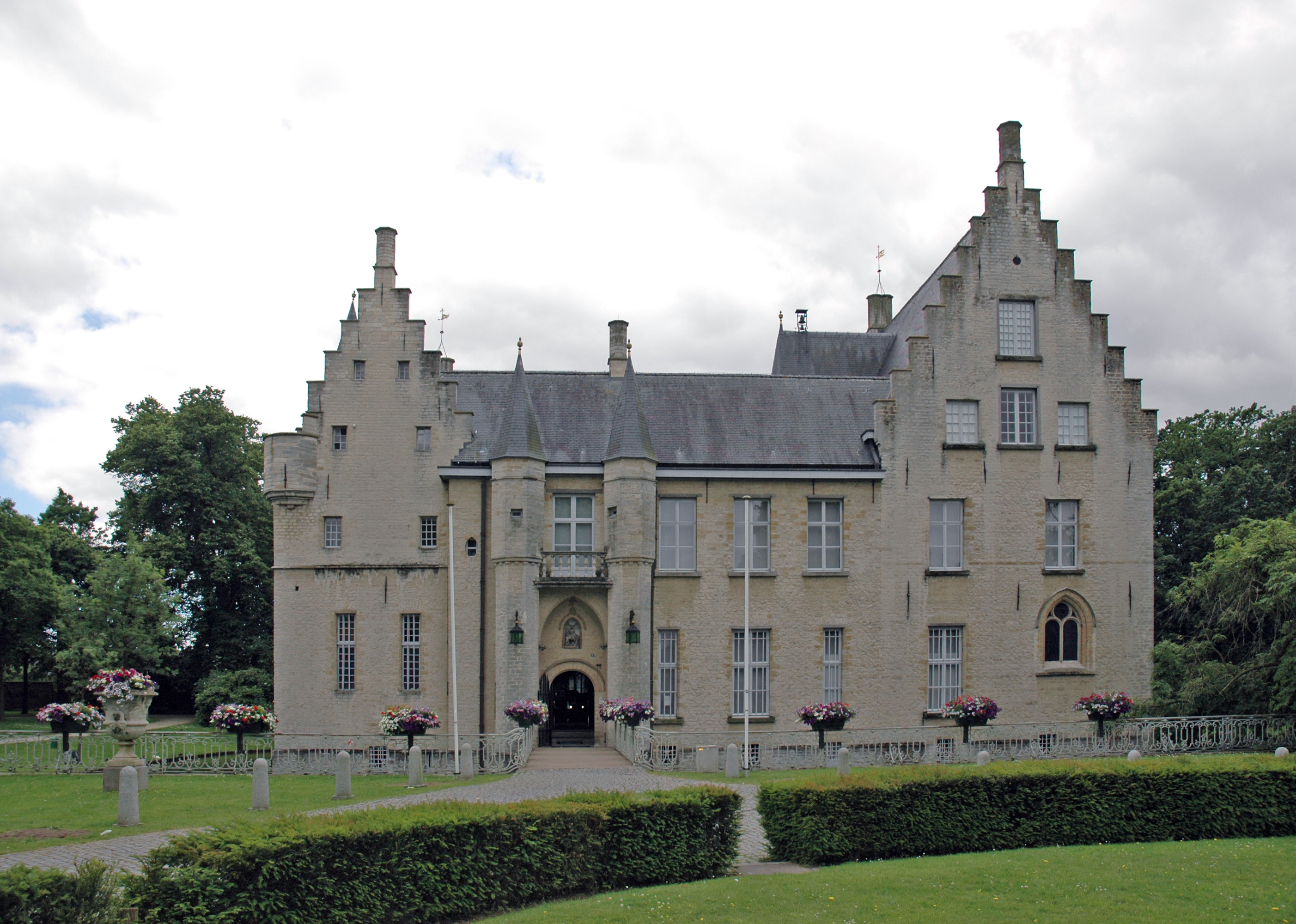
Eingangsfassade des Herrenhauses

Die aus hellem Sandstein errichteten Mauern des Herrenhauses erheben sich direkt aus dem Hausteich. Dieser verdeutlicht gemeinsam mit der geschlossenen Vierecksform des Gebäudes noch gut dessen ehemals wehrhafte Funktion. Das Herrenhaus besteht aus zwei parallel zueinander stehenden, zweigeschossigen Trakten mit Treppengiebel, die den südöstlichen und nordwestlichen Flügel bilden. Sie sind über zwei niedrigere Verbindungsflügel an der südwestlichen und nordöstlichen Seite miteinander verbunden. Alle Trakte umgeben gemeinsam somit einen kleinen, rechteckigen Innenhof. Der Südflügel gehört zum ältesten Baubestand der Anlage und stammt vielleicht aus dem Jahr 1416. Seiner Außenseite ist mittig ein achteckiger Treppenturm vorgesetzt. An den Ecken dieser Seite finden sich im Obergeschoss die Ansätze zweier Tourellen. Der Haupteingang befindet sich im Nordostflügel. Das spitzbogige Portal ist an beiden Seiten von schmalen, achteckigen Türmchen mit spitzen Helmen flankiert. Diese sind – wie alle anderen Dächer des Herrenhauses auch – mit Schieferschindeln gedeckt. Neugotische Spitzbogenfenster zeigen die Lage der Schlosskapelle im nordwestlichen Schlossflügel an.
Die Innenausstattung des Herrenhauses stammt aus dem 19. und vom Beginn des 20. Jahrhunderts, darunter auch Täfelungen, kunstvolle Tischlerarbeiten und Stuckverzierungen. Im Vestibül liegt ein Fußbodenbelag aus Marmor, dessen schwarze und weiße Platten in einem Karomuster verlegt wurden. Neben den Fenstern sorgt eine Kuppel aus Buntglas für die Beleuchtung der Eingangshalle. Der Verlatsaal (niederländisch Verlatzaal) ist nach Charles Verlat benannt, dessen Gemälde mit Jagdszenen an den Wänden dieses Saals hängen. Zur weiteren Ausstattung dieses Raums gehört ein Kamin aus weißem Marmor. Auch das Blaue Zimmer (niederländisch Blauwe Kamer) verdankt seinen Namen einem Ausstattungsstück: seiner Wandbespannung aus blauem Damast. Auffälligstes Stück der Einrichtung im Flämischen Zimmer (niederländisch Vlaamse Kamer) sind die Buntglasfenster mit Wappendarstellungen.

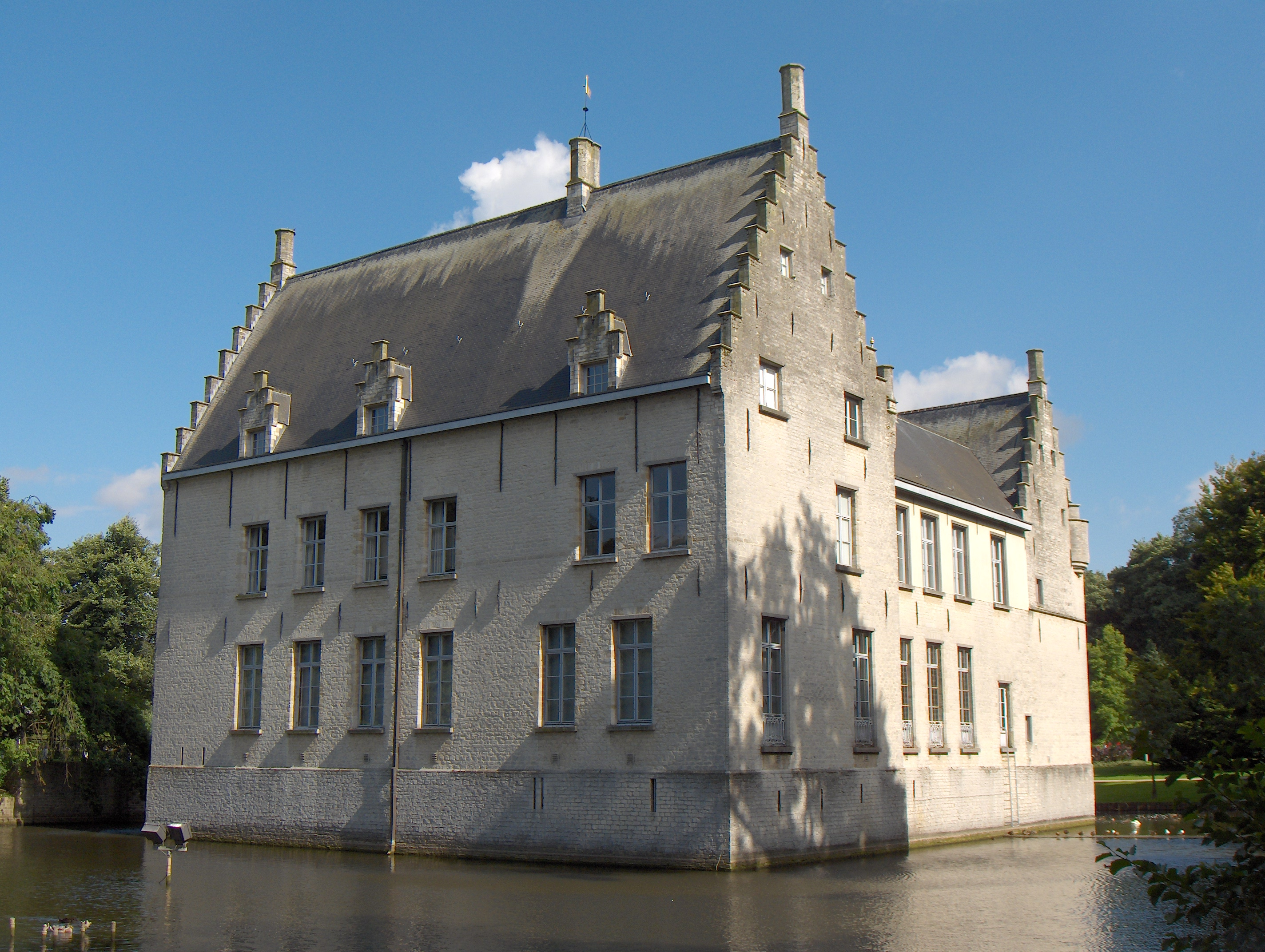
Ansicht des Herrenhauses von Norden
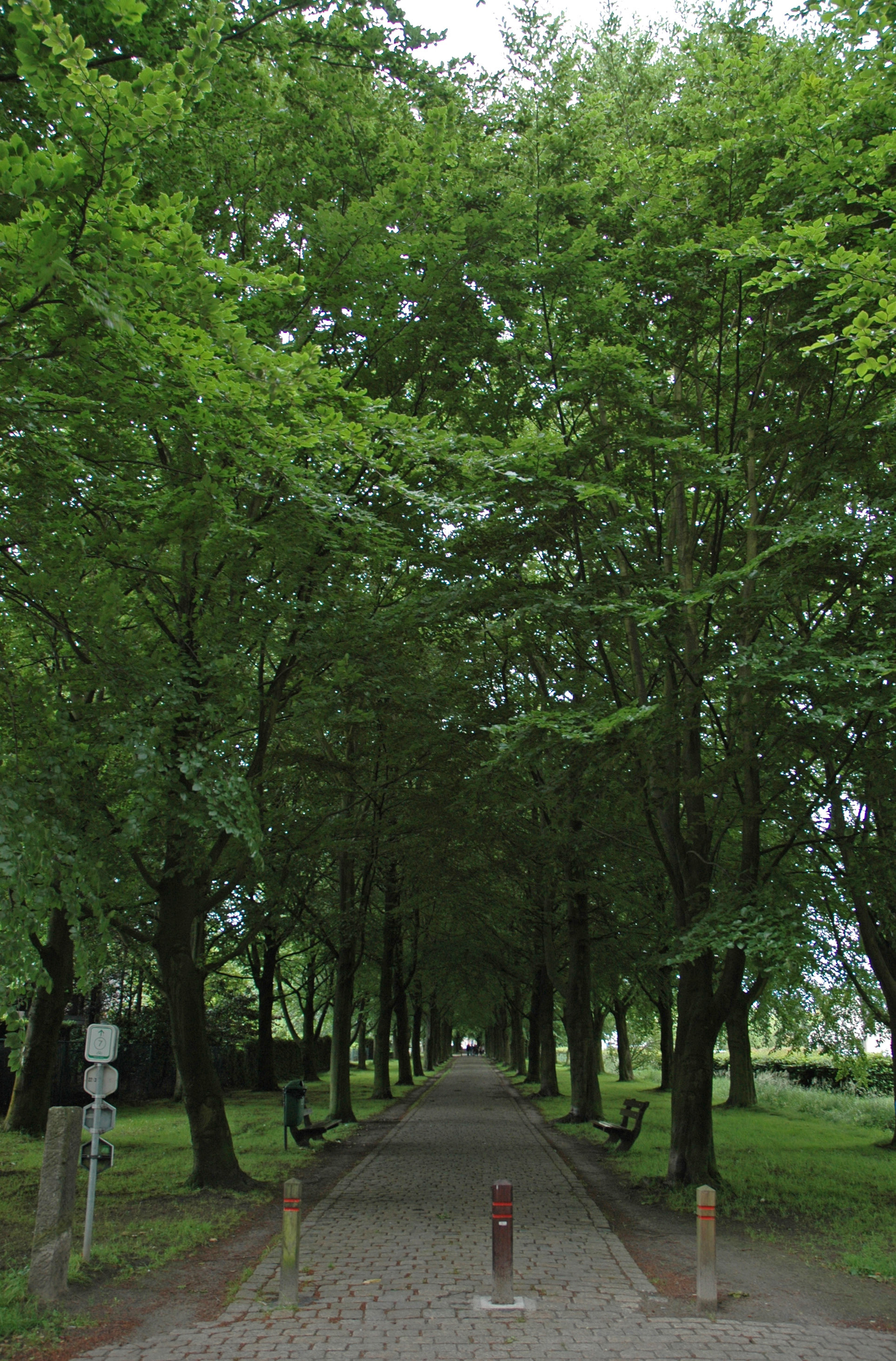
Buchenalle
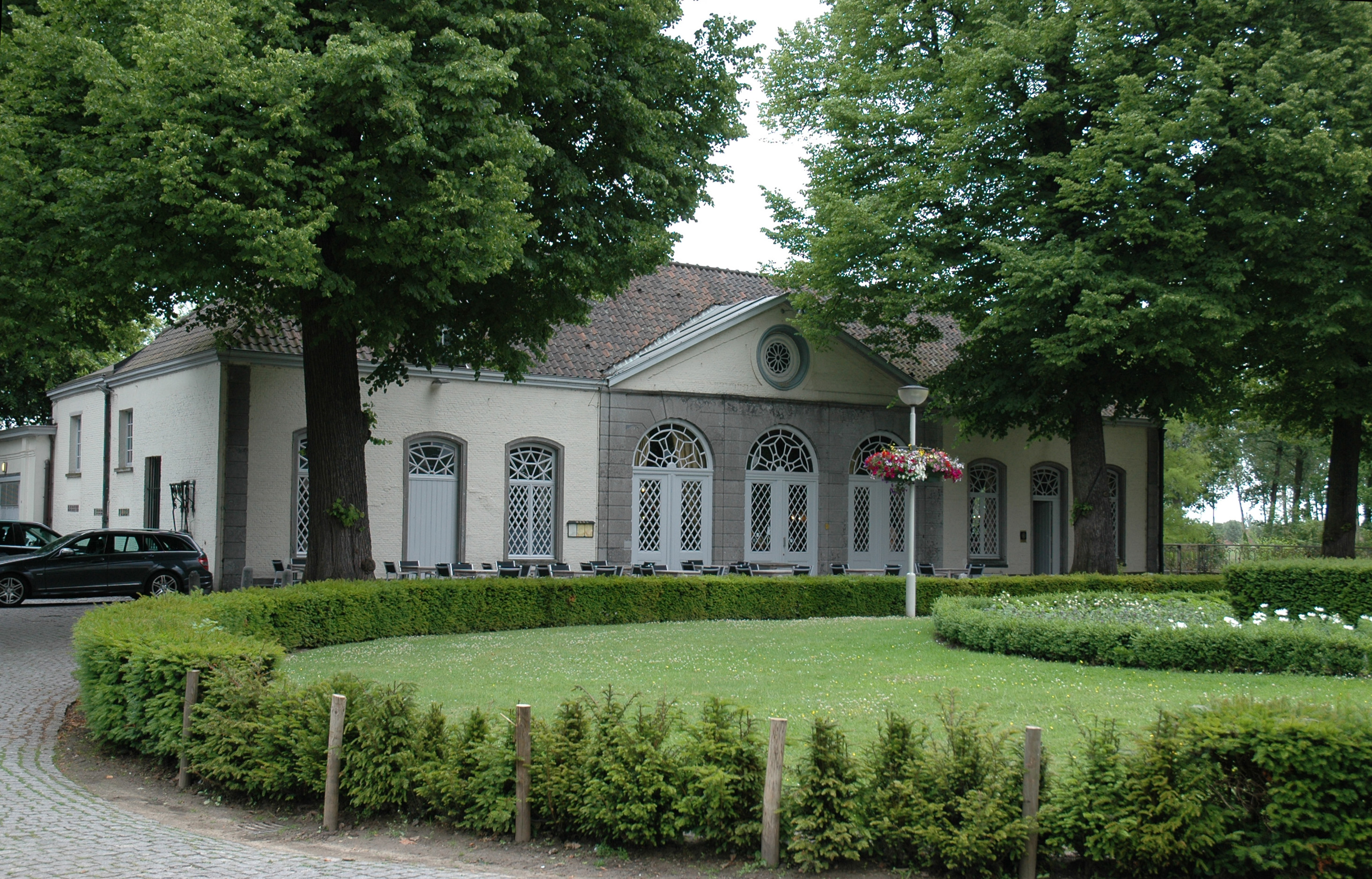
Remise, heute ein Restaurant
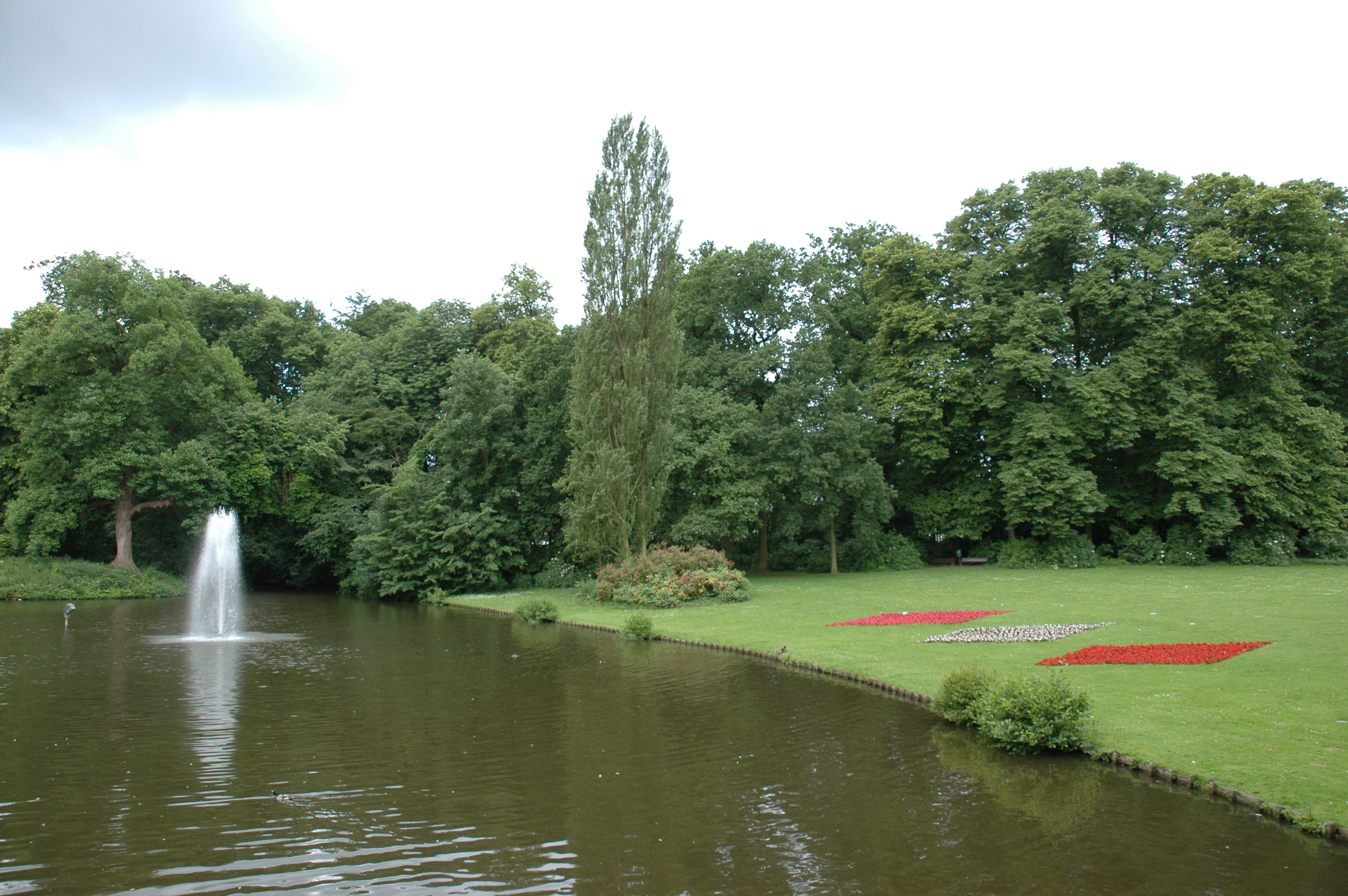
Partie im Schlosspark